# Claes Johansson (journalist)
Claes Johansson, född 1967 i Kisa i södra Östergötland, är en svensk författare och journalist.
Claes Johansson har under flera år arbetat som motorjournalist med tyngdpunkt på äldre bilar. Han är nu (2018) redaktör på tidningen Klassiker och har tidigare bland annat arbetat på tidningarna Östgöta Correspondenten, Teknikens värld och Retro.
Han har som författare publicerat böckerna Tretti Knyck! (Mopeden i Sverige) och Folkhemmets farkoster som är teknikhistoriska och nostalgiska tillbakablickar mot utvecklingen av speciellt moped och cykel under 1900-talet.